# Burn My Eyes
Burn My Eyes es el álbum debut de la banda estadounidense de groove metal Machine Head. Fue publicado el 9 de agosto de 1994. Los temas de las letras del álbum tratan de las tensiones que la banda tuvo que sufrir por el hecho de vivir en la conflictiva ciudad de Oakland, California, así como los desórdenes sociales. Burn My Eyes está considerado por ser un puente entre el groove de Pantera y el thrash de Slayer. Hasta la fecha, puede estar considerado como el álbum más agresivo y potente de la discografía de la banda.
Poco después de la publicación de este disco, el batería Chris Kontos dejó la banda en favor de Dave McClain. Nada más salir al mercado, se convirtió rápidamente en el disco debut más vendido de Roadrunner Records durante bastantes años, hasta la publicación del álbum homónimo de Slipknot en 1999. Este trabajo está considerado por muchos fanes como el mejor de la carrera de Machine Head, y los críticos especializados lo alabaron como una de las piezas clave para el desarrollo del heavy metal de la década de los '90.
Burn My Eyes fue reeditado en septiembre de 2007 en ocasión del 25º aniversario de la fundación del sello Roadrunner Records. Contiene un CD extra con canciones descartadas y caras B.

## Lista de canciones
- Toda la música escrita por Machine Head. Todas las letras escritas por Robb Flynn.

1. "Davidian" – 4:55
2. "Old" – 4:05
3. "A Thousand Lies" – 6:13
4. "None But My Own" – 6:14
5. "The Rage to Overcome" – 4:46
6. "Death Church" – 6:32
7. "A Nation on Fire" – 5:33
8. "Blood for Blood" – 3:40
9. "I'm Your God Now" – 5:50
10. "Real Eyes, Realize, Real Lies" – 2:45
11. "Block" – 4:59
12. "Alan's on Fire" (versión de Poison Idea) - 4:00 (bonus track presente sólo en una reedición en formato digipak)

## Personal
- Robb Flynn - Voz y guitarra
- Logan Mader - Guitarra
- Adam Duce - Bajo
- Chris Kontos - Batería
- Colin Richardson - Producción
- Dave McKean - Carátula

- Datos: Q1016750